# Julbernardia magnistipulata
Julbernardia magnistipulata är en ärtväxtart som först beskrevs av Hermann August Theodor Harms, och fick sitt nu gällande namn av Georges M.D.J. Troupin. Julbernardia magnistipulata ingår i släktet Julbernardia och familjen ärtväxter. IUCN kategoriserar arten globalt som sårbar. Inga underarter finns listade i Catalogue of Life.